# Huang Taiji
Pour les articles homonymes, voir Taiji et Huang.
Huang-Taiji (chinois simplifié : 皇太极 ; chinois traditionnel : 皇太極 ; pinyin : huáng tàijí, 28 novembre 1592 – 21 septembre 1643), également appelé Abahaï, empereur de Chine du Nord de 1626 à 1643, est le huitième fils de Nurhachi, le fondateur de la dynastie des Jin postérieurs, qui règne sur la Chine sous le nom de Qing à partir de 1644. Il livre bataille contre les Ming menés par leur empereur de Chine du Sud Tianqi de 1625 à 1627, puis contre le frère cadet de celui-ci, l'empereur de Chine du Sud Chongzhen de 1627 à 1643, date de sa mort.

## Biographie
Le règne de Huang Taiji commence dans un contexte militaire difficile, les Jürchen étant à nouveau battus en 1627 par les troupes de Yuan Chonghuan, l'armée Ming bénéficiant de nouveaux et puissants canons achetés aux Portugais. La même année, Huang Taiji envahit la Corée, à laquelle il impose des traités commerciaux. Pour remédier à cette disparité de moyens, Huang Taiji créa en 1634 son propre corps d'artillerie, à l'aide de soldats Hans et d'artisans chinois capturés, qui confectionnent des canons sur le même modèle que ceux des Ming.
En 1635, Huang Taiji adopte le nom de « Mandchou » (chinois : 滿州 ; mandchou ; alphabet mandchou : ) pour désigner l'ensemble du peuple Jurchen. En 1636, après s'être vu remettre par Ejei Khan, le fils du Grand Khan mongol Ligdan Khan, récemment décédé, le sceau impérial de la dynastie Yuan, Huang Taiji adopte pour l'État mandchou le nom de Grand Qing, abandonnant le titre de Khan pour celui d'Empereur. Le choix du nom de Qing, signifiant Clair est probablement motivé par le désir de signifier l'opposition aux Ming, dont le nom est représenté par le sinogramme 明, composé des caractères 日 (soleil) et 月 (lune), associés au feu ; le nom de Qing est par contre représenté par le sinogramme 清, alliant 水 (eau) et 青 (bleu) et associant ainsi la dynastie à l'élément aquatique, par opposition au « feu » des Ming.
En 1635, les alliés Mongols furent entièrement incorporés, dans une Bannière distincte mais sous le contrôle direct des Mandchous. En 1636, face aux désirs d'autonomie des Coréens, les troupes de Huang Taiji envahirent à nouveau la Corée, faisant passer la vassalité de la dynastie Chosŏn des Ming aux Qing. En 1637, les deux premières Bannières Han furent créées ; en 1642, les huit bannières étaient formées. Ces réformes militaires contribuèrent aux succès de Huang Taiji, qui battit les troupes Ming dans une série de batailles entre 1640 et 1642, prenant le contrôle des territoires de Songshan (松山) et de Jingzhou (锦州). Cette dernière victoire permit aux Jürchen d'obtenir la reddition des troupes les plus puissantes de l'armée des Ming, et le retrait des défenses au nord de la Muraille de Chine.
Au fil des années et des progrès de ses troupes, Huang Taiji constitue une bureaucratie étatique semblable à celle des Ming, suivant les conseils de fonctionnaires impériaux ralliés à sa cause. Contrairement à son père, le souverain jurchen ne considère pas les Hans comme des ennemis potentiels et s'emploie au contraire à leur faire une place dans son administration et son armée, s'assurant des loyautés.  
La mort de Huang Taiji, en septembre 1643, laisse les Qing dans l'incertitude, aucune règle claire de succession n'existant à l'époque. Hooge, fils aîné de Huang Taiji, et son demi-frère Dorgon revendiquant tous deux la succession, la situation est résolue par le choix de Fulin, fils cadet de l'Empereur Qing, alors âgé de cinq ans, connu sous le nom de règne de Shunzhi. Dorgon assure la régence.
C'est sous le règne de son jeune fils Shunzhi en 1644 que Pékin est prise. On date traditionnellement le début de la nouvelle dynastie mandchoue Qing à partir de cet évènement, l'ensemble de la Chine étant finalement conquis en 1683.
Il est enterré avec sa femme Xiao Duan Wen dans un grand mausolée à Shenyang.